# 添田町
添田町（そえだまち）は、福岡県の東南端に位置する町。田川郡に属しており、その最南端に位置する自治体である。

## 地理
筑豊地方の南東部、田川郡南部に位置し、英彦山などの山々の連なる筑紫山地で大分県と隣接する。なお、大分県との行政界は境界未確定となっている。
英彦山を源流として町の中央を流れる彦山川、町の東側を流れる今川と、町の西南端の町境を源流として西側を流れる中元寺川がある。1971年（昭和46年）に今川の上流部に油木ダム、1975年（昭和50年）に中元寺川の上流部に陣屋ダムが完成した。
添田駅周辺の平野部と英彦山山頂との間には1,100m以上の標高差があり気象条件に大きな差がみられる。過去最低気温は2021年1月9日に観測された-7.5℃である。
| 添田アメダス1991–2020年平均の気候 | 添田アメダス1991–2020年平均の気候 | 添田アメダス1991–2020年平均の気候 | 添田アメダス1991–2020年平均の気候 | 添田アメダス1991–2020年平均の気候 | 添田アメダス1991–2020年平均の気候 | 添田アメダス1991–2020年平均の気候 | 添田アメダス1991–2020年平均の気候 | 添田アメダス1991–2020年平均の気候 | 添田アメダス1991–2020年平均の気候 | 添田アメダス1991–2020年平均の気候 | 添田アメダス1991–2020年平均の気候 | 添田アメダス1991–2020年平均の気候 | 添田アメダス1991–2020年平均の気候 |
| 月                                | 1月                               | 2月                               | 3月                               | 4月                               | 5月                               | 6月                               | 7月                               | 8月                               | 9月                               | 10月                              | 11月                              | 12月                              | 年                                |
| --------------------------------- | --------------------------------- | --------------------------------- | --------------------------------- | --------------------------------- | --------------------------------- | --------------------------------- | --------------------------------- | --------------------------------- | --------------------------------- | --------------------------------- | --------------------------------- | --------------------------------- | --------------------------------- |
| 最高気温記録 °C （°F）            | 20.4 (68.7)                       | 23.7 (74.7)                       | 25.5 (77.9)                       | 29.9 (85.8)                       | 32.6 (90.7)                       | 35.9 (96.6)                       | 37.2 (99)                         | 37.8 (100)                        | 36.8 (98.2)                       | 33.2 (91.8)                       | 26.5 (79.7)                       | 23.6 (74.5)                       | 37.8 (100)                        |
| 平均最高気温 °C （°F）            | 9.0 (48.2)                        | 10.5 (50.9)                       | 14.2 (57.6)                       | 19.8 (67.6)                       | 24.7 (76.5)                       | 27.1 (80.8)                       | 31.0 (87.8)                       | 32.0 (89.6)                       | 28.0 (82.4)                       | 22.8 (73)                         | 17.0 (62.6)                       | 11.4 (52.5)                       | 20.6 (69.1)                       |
| 日平均気温 °C （°F）              | 4.7 (40.5)                        | 5.6 (42.1)                        | 8.8 (47.8)                        | 13.8 (56.8)                       | 18.5 (65.3)                       | 22.0 (71.6)                       | 25.9 (78.6)                       | 26.5 (79.7)                       | 22.6 (72.7)                       | 17.2 (63)                         | 11.8 (53.2)                       | 6.7 (44.1)                        | 15.3 (59.5)                       |
| 平均最低気温 °C （°F）            | 0.9 (33.6)                        | 1.2 (34.2)                        | 4.0 (39.2)                        | 8.4 (47.1)                        | 13.1 (55.6)                       | 17.9 (64.2)                       | 22.2 (72)                         | 22.5 (72.5)                       | 18.7 (65.7)                       | 12.8 (55)                         | 7.5 (45.5)                        | 2.7 (36.9)                        | 11.0 (51.8)                       |
| 最低気温記録 °C （°F）            | −7.5 (18.5)                       | −6.6 (20.1)                       | −5.8 (21.6)                       | −0.8 (30.6)                       | 4.1 (39.4)                        | 7.7 (45.9)                        | 12.6 (54.7)                       | 14.6 (58.3)                       | 7.2 (45)                          | 2.2 (36)                          | −0.6 (30.9)                       | −4.6 (23.7)                       | −7.5 (18.5)                       |
| 降水量 mm （inch）                | 79.7 (3.138)                      | 84.8 (3.339)                      | 129.1 (5.083)                     | 142.6 (5.614)                     | 159.8 (6.291)                     | 327.2 (12.882)                    | 364.4 (14.346)                    | 213.8 (8.417)                     | 204.0 (8.031)                     | 100.1 (3.941)                     | 92.8 (3.654)                      | 74.7 (2.941)                      | 1,970.5 (77.579)                  |
| 平均月間日照時間                  | 104.5                             | 117.0                             | 154.6                             | 189.3                             | 201.4                             | 134.2                             | 165.3                             | 194.3                             | 148.9                             | 169.6                             | 135.8                             | 111.0                             | 1,825.9                           |
| 出典：気象庁                      |                                   |                                   |                                   |                                   |                                   |                                   |                                   |                                   |                                   |                                   |                                   |                                   |                                   |

- 山: 英彦山・岳滅鬼山・釈迦ヶ岳

### 隣接する市町村
福岡県
- 嘉麻市
- 田川郡赤村・大任町・川崎町
- 朝倉郡東峰村
- 京都郡みやこ町

大分県
- 中津市
- 日田市

## 歴史
添田町では縄文時代より定住生活が始まったと考えられており、特に大字津野地区に位置する縄文後期の遺跡(後遺跡)からは、新潟県糸魚川より遠路遥々運ばれたと見られる大型の硬玉製翡翠大珠が発見されている。
かつては筑豊炭田の炭鉱が存在したが、エネルギー革命による石炭需要の激減により全て閉山している。1960年代には25000人ほどいた人口は半減し、2006年現在、11000人ほどとなっている。

### 近現代
- 1887年  （明治20年）添田町村、添田村、伊原村が合併し、添伊田村となる。
- 1889年 （明治22年）4月1日 町村制施行により、添伊田村、庄村、野田村が合併、添田村として発足。
- 1907年 （明治40年）1月1日 田川郡中元寺村を編入。
- 1911年 （明治44年）4月1日 町制施行。
- 1942年 （昭和17年）2月11日 田川郡彦山村を編入。
- 1955年 （昭和30年） 1月1日 田川郡津野村と対等合併し、新町制による添田町が発足。
- 2017年（平成29年）6月12日、熊谷真実がそえだまち観光大使に就任[3]。
- 2017年（平成29年） 7月5日、九州北部を襲った記録的な集中豪雨で大きな被害を受け（平成29年7月九州北部豪雨）[4]、JR日田彦山線の添田駅から夜明駅が不通となる。
- 2023年 （令和5年） 8月28日、日田彦山線BRT(愛称「BRTひこぼしライン」)が開業する。

### 歴代町長
| 代    | 氏名       | 就任年月日    | 退任年月日    | 備考       |
| ----- | ---------- | ------------- | ------------- | ---------- |
| 初    | 綾部正蔵   | 1910年4月     | 1914年5月     |            |
| 2-4   | 岩﨑髙蔵   | 1912年12月    | 1923年9月     |            |
| 5     | 宮﨑松次郎 | 1924年6月     | 1928年6月     |            |
| 6-7   | 久良知敏   | 1928年10月    | 1932年9月     |            |
| 8     | 水上友吉郎 | 1932年11月    | 1936年11月    |            |
| 9-10  | 大石彦太郎 | 1936年11月    | 1942年5月     |            |
| 11    | 水上友吉郎 | 1942年6月     | 1946年6月     |            |
| 12-15 | 伊藤保司   | 1946年8月     | 1959年1月     | 以後、公選 |
| 16-17 | 中富鐵之助 | 1959年2月1日  | 1967年1月31日 |            |
| 18    | 戸渡義章   | 1967年2月1日  | 1971年1月31日 |            |
| 19-28 | 山本文男   | 1971年2月1日  | 2010年7月20日 | 辞職       |
| 29-32 | 寺西明男   | 2010年8月22日 |               | 現職       |

※歴代町長
山本文男町政
前町長の山本文男は1971年に就任して以来、10期40年近く町長を務めた。2007年1月16日に告示された町長選挙では山本以外に立候補者が無く10期目の当選を果たし、本来ならば2011年初頭まで町長職を務める勘定となっていた。また、全国町村会の会長を1999年から2010年3月まで10年余り務め、当時全国知事会会長を務める麻生渡（当時福岡県知事）と協調して地方の声を政府に伝える役割を担っていた。
しかし、2009年に福岡県町村会汚職事件が明らかになると、事件に絡み辞任した当時の中島孝之副知事に、後期高齢者医療制度発足に際し、町村会に有利な取り計らいをしたお礼に賄賂を贈ったとして前副知事とともに2010年2月2日夜福岡県警察に逮捕され、起訴後の2月下旬に保釈。その後、解職に必要な署名が集まったとして住民団体によりリコール請求がなされ、一旦は2010年8月22日までに住民投票が行われることとなったが、同年7月5日に辞職届を提出し、同20日の臨時町議会で辞職が承認されたため住民投票は中止となった。このため、町選挙管理委員会は8月22日に出直し町長選挙を行うこととし、現職の山本は改めて立候補したが落選、新人の寺西明男が当選した。これにより約40年続いた山本文男町長による町政に終止符が打たれることになった。。

## 行政

### 町長
- 寺西明男（4期目）
- 任期：2026年8月21日

### 町議会
- 定数：11人
- 任期：2026年7月21日

### 消防
- 田川地区消防本部
  - 添田分署

### 警察
- 田川警察署
  - 添田警部交番

### 町の施設
- 添田町美術館
- オークホール

## 姉妹都市・提携都市
- 北海道中川郡美深町
  - 1981年10月9日姉妹都市提携締結。かつて存在した添田線と美幸線が国鉄の営業係数ワーストを争っていたことによる。
- 江華郡（大韓民国 仁川広域市）

## 地域

### 人口
| |                                        |  |
| 添田町と全国の年齢別人口分布（2005年） | 添田町の年齢・男女別人口分布（2005年） |  |
| ■紫色 ― 添田町 ■緑色 ― 日本全国 | ■青色 ― 男性 ■赤色 ― 女性              |  |
| 添田町（に相当する地域）の人口の推移 \| 1970年（昭和45年） \| 16,810人 \| \| \| 1975年（昭和50年） \| 16,006人 \| \| \| 1980年（昭和55年） \| 16,196人 \| \| \| 1985年（昭和60年） \| 15,662人 \| \| \| 1990年（平成2年） \| 14,632人 \| \| \| 1995年（平成7年） \| 13,763人 \| \| \| 2000年（平成12年） \| 12,750人 \| \| \| 2005年（平成17年） \| 11,810人 \| \| \| 2010年（平成22年） \| 10,909人 \| \| \| 2015年（平成27年） \| 9,924人 \| \| \| 2020年（令和2年） \| 8,801人 \| \| |                                        |  |
| 総務省統計局 国勢調査より |                                        |  |
| 1970年（昭和45年） | 16,810人                               |  |
| 1975年（昭和50年） | 16,006人                               |  |
| 1980年（昭和55年） | 16,196人                               |  |
| 1985年（昭和60年） | 15,662人                               |  |
| 1990年（平成2年） | 14,632人                               |  |
| 1995年（平成7年） | 13,763人                               |  |
| 2000年（平成12年） | 12,750人                               |  |
| 2005年（平成17年） | 11,810人                               |  |
| 2010年（平成22年） | 10,909人                               |  |
| 2015年（平成27年） | 9,924人                                |  |
| 2020年（令和2年） | 8,801人                                |  |

### 教育

#### 小・中学校
- 添田町立添田中学校
- 添田町立添田小学校

中学校は2010年度より英彦・津野中学校を統合し添田中学校1校となった。また小学校は2002年度より英彦山小学校を落合小学校に統合したのち、2025年度より添田・中元寺・落合・真木・津野小学校（2022年度より休校）を新設の添田小学校へ統合。同年度より小学校・中学校を同一地に新築・移転した。

#### その他
- 高等学校は町内にはない。かつては福岡県立田川商業高等学校があったが2005年3月に閉校し、田川農林高等学校、田川工業高等学校と共に新設の福岡県立田川科学技術高等学校（田川市）へ統合された。
- 大学のキャンパスは町内にはないが、九州大学農学部付属英彦山生物学実験所がある。

### 地名
- 落合
  - 荻野
  - 貝吹峠
  - 鍛冶屋
  - 上落合一
  - 上落合二
  - 駒啼
  - 猿掛
  - 下落合
  - 下田
  - 仙道
  - 田代
  - 中河内
  - 長谷
  - 彦山
  - 深倉
  - 深倉峡
  - 深倉谷
  - 別所河内
  - 松尾
  - 緑川
  - 屋形原
  - 薬師
  - 柳原
  - 吉木

- 庄
  - 岩瀬
  - 桜橋
  - 庄上
  - 庄中
  - 庄西
  - 庄東
  - 新城
  - 高見ヶ丘
  - 富山町
  - 豊川
  - 真木
  - 真木団地

- 添田
  - 朝日ケ丘
  - 伊原
  - 上添田
  - 祇園
  - 添田中
  - 添田西
  - 添田東
  - 豊川
  - 錦町
  - 畑
  - 町一
  - 町二
  - 町三
  - 町四
  - 峰地
  - 峰地団地
  - 夕陽ケ丘

- 中元寺
  - 大藪
  - 奥ノ迫
  - 上中元寺
  - 木浦
  - 旧三崎
  - 猿渡
  - 下中元寺
  - 陣屋
  - 橋本
  - 不動

- 津野
  - 油木
  - 荒堀
  - 後
  - 内山
  - 大峰
  - 奥山
  - 柿山
  - 上津野
  - 迫田
  - 下井
  - 下津野
  - 次郎丸
  - 神田
  - 惣仏
  - 大宮司
  - 鳥原
  - 道角
  - 中津野
  - 東扇鶴
  - 丸渕
  - 宮元
  - 牟田
  - 山口

- 野田
  - 上ノ平
  - 久木
  - 見地
  - 下台
  - 野田
  - 灰田
  - 広畑
  - 法光寺
  - 本村
  - 山ノ平

- 英彦山
  - 唐ケ谷
  - 北坂本
  - 英彦山
  - 南坂本
- 桝田
  - 一ノ宮
  - 黒崎
  - 桝田

## 経済

### 産業
- 他の筑豊の市町村と同様、かつては炭鉱が町の経済を支えていたが現在ではすべて閉山している。
- 現在は農業が中心となっている。

### 主な郵便局

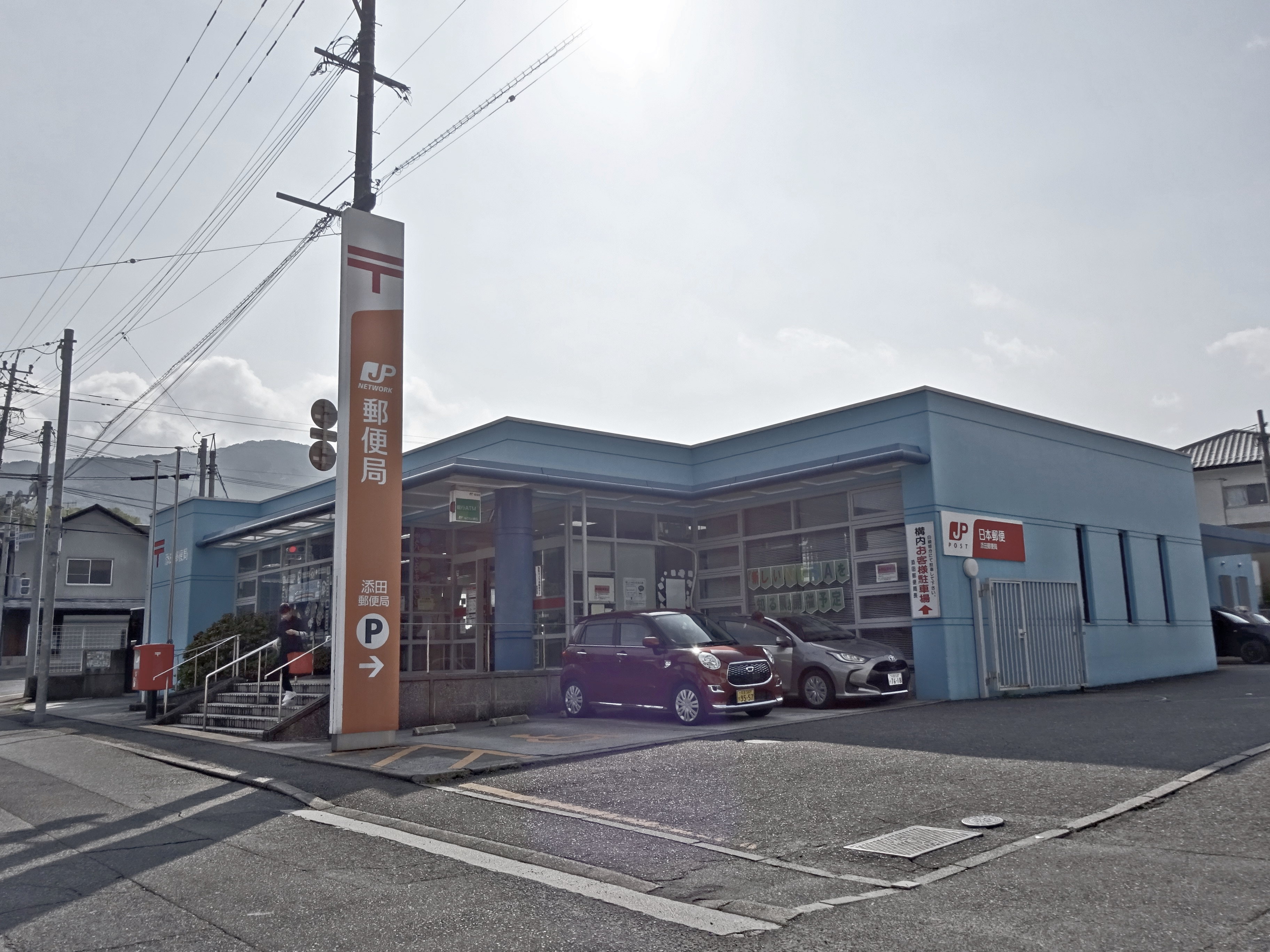
添田郵便局

- 添田郵便局
  - 添田町添田2062-11
- 庄郵便局
  - 添田町庄942-6
- 彦山郵便局
  - 添田町落合８２４
- 津野郵便局
  - 添田町津野6143-7

## 交通

### 鉄道路線

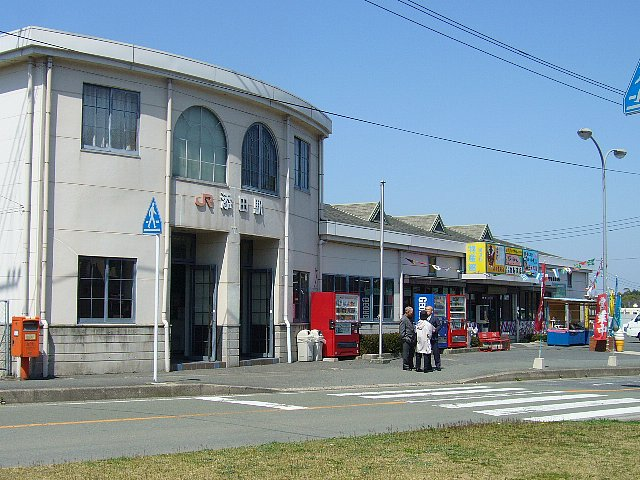
添田駅

国鉄は1942年（昭和17年）に西添田駅と添田駅を結び、さらに南に延伸していき1956年（昭和31年）に釈迦岳トンネルが開通して日田線として全通。添田町の陳情で1960年（昭和35年）4月に「日田彦山線」となった。
一方、1960年4月には旧国鉄添田線を分離。昭和54年度に営業係数（収入額100円に対する支出額）ワースト1となり、「日本一の赤字ローカル線」として知られた。その後、同線は廃止前に営業係数最大の座を美幸線に譲ったが、これが縁となって添田町は美幸線が通っていた北海道の美深町と姉妹提携を結んだ。添田線は1985年（昭和60年）3月31日に廃止された。
- 九州旅客鉄道（JR九州）
  - 日田彦山線
    - 西添田駅 - 添田駅

中心駅は添田駅。

### バス路線

#### BRT
- JR九州（運行はJR九州バス、一部日田バス）
  - 日田彦山線BRT - 2017年に九州北部豪雨で被災した日田彦山線添田駅 - 夜明駅間の復旧として2023年8月28日開業。
    - 添田駅 - 畑川（医院前）駅 - 塚原駅 - 野田駅 - 歓遊舎ひこさん駅 - 貴船橋駅 - 豊前桝田駅 - 柳原駅 - 下落合駅 - 屋形原駅 - 旧英彦中学校前 - 彦山駅 - 深倉駅

※添田町内の駅のみ、町内全駅記載

#### 一般路線バス
- 西鉄バス - 子会社の西鉄バス筑豊が田川市（後藤寺）・川崎町と添田町北部の中心市街地を結ぶ路線を運行している。かつては添田町内に営業所を設置し、添田町中心部と町内各地の山間部を結ぶ路線や、赤村・大任町と添田町を結ぶ路線もあったが、現在はこれらの路線と営業所は廃止されている。
  - 10：西鉄後藤寺 - 後藤寺 - 池尻 - 川崎本町口 - 添田駅 - 伊原 - めんべい添田町工場
- 添田町バス - 西鉄バスの代替として町が運行。添田町中心部を運行する「まちなかコース」と、彦山駅と彦山を結ぶ「ひこさんコース」がある。
  - 先述のBRT開業に伴い、西鉄バスや添田町バスの添田駅停留所も移転した。西鉄バスはBRTホームから、添田町バスはホームからすぐ北側のバス乗り場からの発着となった。なお、かつての添田駅停留所はBRTのバス車庫としても使われ、「添田駅入口」停留所と名称変更して存続している。

その他登録制・予約制のデマンド型乗合タクシーがある。

### 道路

#### 高速道路
町内には通っていない。最寄りとなるインターチェンジは以下の通り。
E3 九州自動車道
- (3) 小倉南インターチェンジ（29km）
- (4) 八幡インターチェンジ（28km）

E10 東九州自動車道
- (2) 行橋インターチェンジ（25km）
- (2-1) 今川スマートインターチェンジ（23km）
- (3) みやこ豊津インターチェンジ（25km）

E34 大分自動車道
- (4) 杷木インターチェンジ（32km）
- (5) 日田インターチェンジ（40km）

#### 一般国道
- 国道500号

#### 県道
主要地方道
- 福岡県道34号行橋添田線
- 福岡県道52号八女香春線
- 福岡県道78号添田小石原線
- 福岡県道95号添田赤池線

## 名所・旧跡・観光スポット・祭事・催事

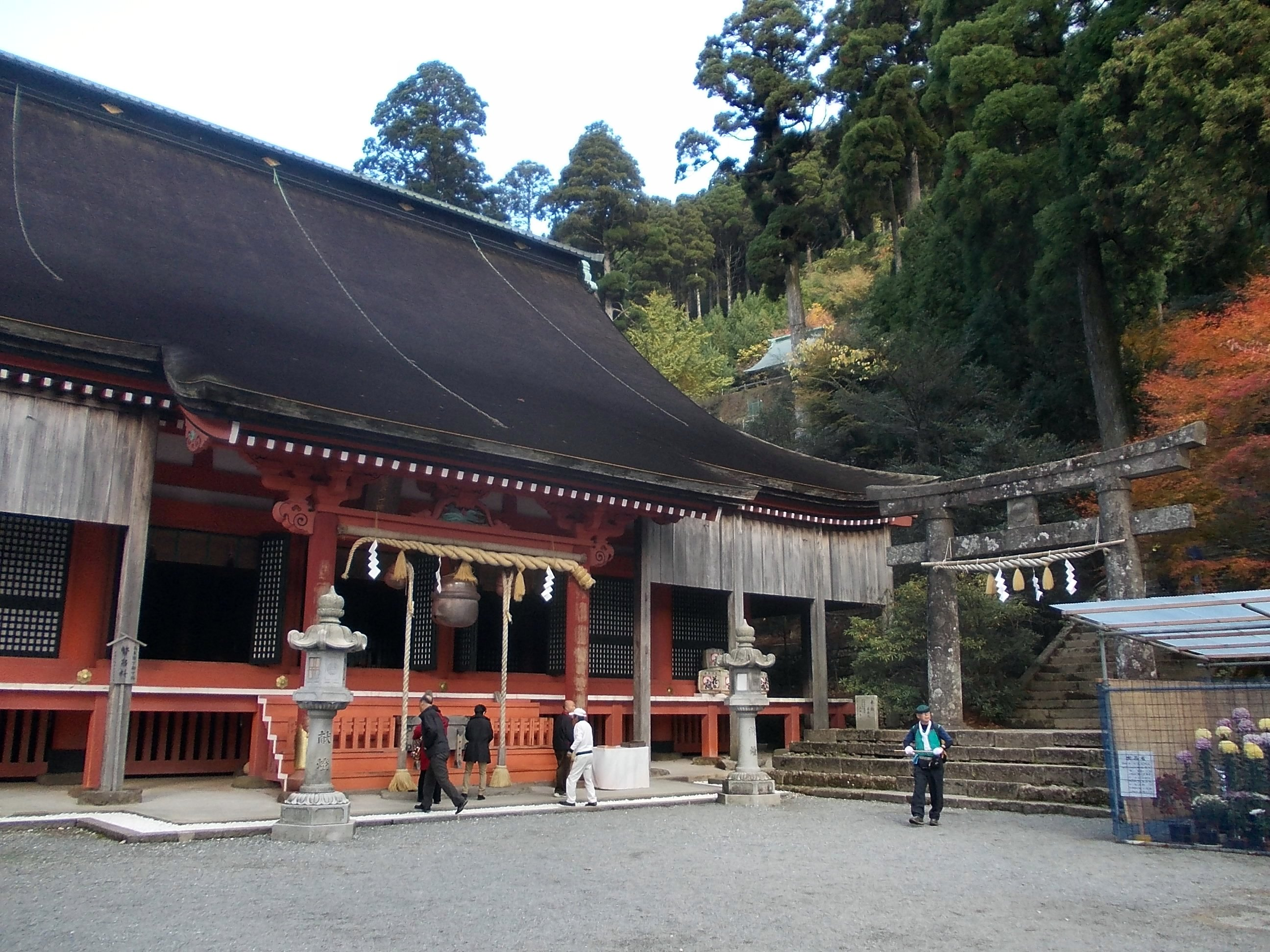
英彦山神宮

- 英彦山（修験道信仰の場として有名）
- 英彦山神宮・高住神社
- 英彦山庭園群　国指定名勝
- 道の駅歓遊舎ひこさん
- 岩石城/岩石山
- 添田公園（桜の名所）
- 添田町オークホール
- 毛谷村六助の墓所

## 著名な出身者
★は故人
- 船瀬俊介（ジャーナリスト、環境問題評論家）
- 米田正文（元参議院議員）★
- 重渕雅敏（TOTO元社長、現相談役）★

## ゆかりのある人物
★は故人
- 芝竹夫（教育者、社会運動家） - 添田町内の中学校教諭を務めた。
- 熊谷真美（女優） - 父親が添田町出身であり、2017年(平成29年)よりそえだまち観光大使を務める。